# Informationsspecialist
Person, der er uddannet i informationsvidenskab. Betegnelsen bruges i dag ofte om bibliotekarer og nogle gange om forskningsbibliotekarer. 
I et stillingsopslag ved Det kongelige Bibliotek januar 2009 skrives bl.a.: "De nødvendige kvalifikationer er:
- uddannelse på mindst bachelorniveau fra et universitet eller fra Danmarks Biblioteksskole samt

- afsluttet eller påbegyndt overbygningsuddannelse i biblioteksrelevante emneområder ved IT-Universitetet"